# Bodil Strømann
Bodil Strømann (* um 1910; † 20. oder 21. Jahrhundert, geborene Bodil Clausen) war eine dänische Badmintonspielerin. 

## Karriere
Als Bodil Clausen gewann sie 1931 die dänischen nationalen Meisterschaften im Mixed mit Aksel Hansen. 1934 erkämpfte sie sich alle drei möglichen Titel bei den Dutch Open, wo sie auch 1935 und 1936 im Doppel erfolgreich war. 1936 und 1938 wurde sie noch einmal Meisterin in ihrer Heimat Dänemark.

## Sportliche Erfolge
| Saison    | Veranstaltung                   | Disziplin   | Platz | Name                                                     |
| --------- | ------------------------------- | ----------- | ----- | -------------------------------------------------------- |
| 1930/1931 | Dänemark: Einzelmeisterschaften | Mixed       | 1     | Aksel Hansen / Bodil Clausen, Skovshoved IF              |
| 1934      | Dutch Open                      | Dameneinzel | 1     | Bodil Clausen                                            |
| 1934      | Dutch Open                      | Mixed       | 1     | Sven Strømann / Bodil Clausen                            |
| 1934      | Dutch Open                      | Damendoppel | 1     | Bodil Clausen / Tonny Olsen                              |
| 1935      | Dutch Open                      | Damendoppel | 1     | Bodil Strømann / Tonny Olsen                             |
| 1935/1936 | Dänemark: Einzelmeisterschaften | Damendoppel | 1     | Bodil Strømann, Skovshoved IF / Tonny Olsen, Gentofte BK |
| 1936      | Dutch Open                      | Damendoppel | 1     | Bodil Strømann / Tonny Olsen                             |
| 1937/1938 | Dänemark: Einzelmeisterschaften | Mixed       | 1     | Tage Madsen / Bodil Strømann, Skovshoved IF              |